# اچ‌دی۹۳۲۵۰

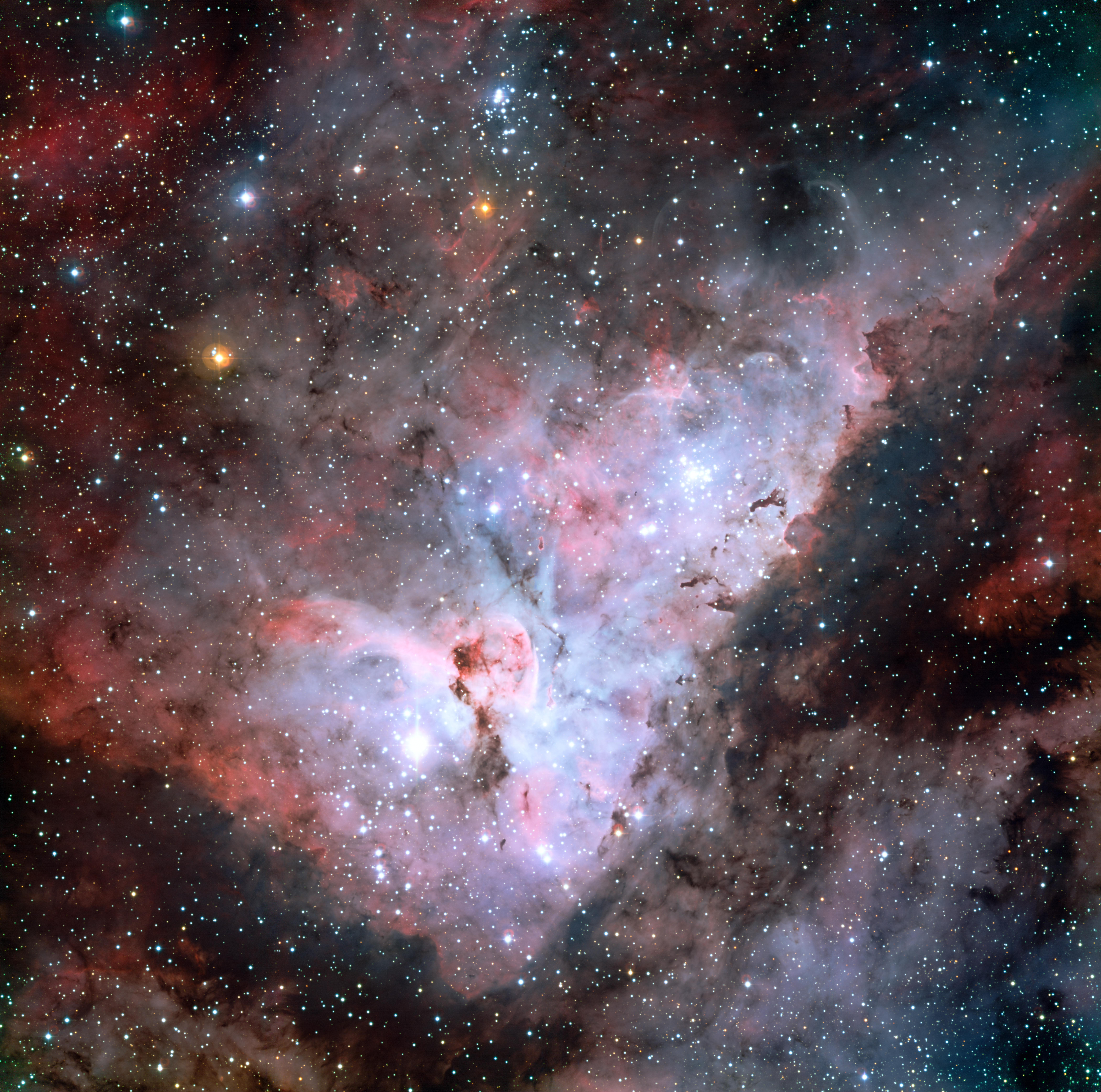
نمایی از «اچ دی ۹۳۲۵۰»، ستاره درخشانی که درست در بالا و سمت چپ مرکز این تصویر از سحابی شاه تخته، قرار دارد.

اچ دی ۹۳۲۵۰ یک ستارهٔ آبی در رشته اصلی در سحابی شاه تخته است. این ستاره با جرم ۱۱۸ جرم خورشیدی هفتمین ستارهٔ پرجرم شناخته شده‌است.